# Idioma niwer mil
El idioma Niwer Mil es hablado por 9.033 personas en la isla Boang, la isla Malendok, la isla Lif y la isla Tefa en las islas Tanga, distrito de Namatanai de la provincia de Nueva Irlanda en Papúa Nueva Guinea. Se separó del idioma tanga en 2013. Es una de las lenguas que forman el grupo de vinculación de lenguas meso-melanesias de San Jorge.